# Niuguhi
Niuguhi (en rus: Нюгуй) és un poble de la República de Buriàtia, a Rússia, segons el cens del 2010 tenia 311 habitants.